# Nana Ichise
Nana Ichise (jap. 市瀬 菜々, Ichise Nana; * 4. August 1997 in Tokushima) ist eine japanische Fußballspielerin.

## Karriere

### Verein
Sie begann ihre Karriere bei Mynavi Vegalta Sendai.

### Nationalmannschaft
Mit der japanischen U-17-Nationalmannschaft qualifizierte sie sich für die U-17-Weltmeisterschaft der Frauen 2014. Mit der japanischen U-20-Nationalmannschaft qualifizierte sie sich für die U-20-Weltmeisterschaft der Frauen 2016.
Ichise absolvierte ihr erstes Länderspiel für die japanischen Nationalmannschaft am 9. April 2017 gegen Costa Rica. Sie wurde in den Kader der Asienmeisterschaft der Frauen 2018 berufen. Insgesamt bestritt sie 15 Länderspiele für Japan.

## Errungene Titel
- U-17-Weltmeisterschaft: 2014
- Asienmeisterschaft: 2018